# Jan Knapik (1951–2012)
Jan Leopold Knapik (ur. 16 czerwca 1951 w Lipinkach, zm. 7 grudnia 2012 w Kunowej) – polski samorządowiec i polityk, poseł na Sejm IV kadencji.

## Życiorys
Syn Stanisława i Marii. Ukończył w 1977 studia na Wydziale Mechanicznym Politechniki Krakowskiej. Od 1977 do rozwiązania należał do Polskiej Zjednoczonej Partii Robotniczej. W latach 1970–2001 pracował w Fabryce Maszyn Wiertniczych i Górniczych „Glinik” (w tym od lat 80. na stanowiskach kierowniczych). Od 1998 do 2001 był radnym powiatu gorlickiego. Sprawował mandat posła na Sejm IV kadencji z okręgu nowosądeckiego, wybranego z listy Sojuszu Lewicy Demokratycznej. Pracował w Komisji Regulaminowej i Spraw Poselskich oraz Komisji Gospodarki.
W 2005 i 2007 bez powodzenia kandydował w wyborach parlamentarnych, w 2006 bezskutecznie ubiegał się o mandat radnego powiatu gorlickiego, a w 2010 o mandat radnego sejmiku. Został przewodniczącym Międzyzakładowego Autonomicznego Związku Zawodowego Pracowników Inżynieryjno-Technicznych i Ekonomicznych, działał w Polskim Związku Łowieckim. Zasiadał w wojewódzkich władzach SLD.
W 1997 odznaczony Brązowym Krzyżem Zasługi.